# Ангај
Ангај (фр. Angaïs) насеље је и општина у југозападној Француској у региону Аквитанија, у департману Атлантски Пиринеји која припада префектури По.
По подацима из 2011. године у општини је живело 844 становника, а густина насељености је износила 142,09 становника/km². Општина се простире на површини од 5,94 km². Налази се на средњој надморској висини од 235 метара (максималној 412 m, а минималној 214 m).

## Демографија
| 1962. | 1968. | 1975. | 1982. | 1990. | 1999. | 2011. |
| ----- | ----- | ----- | ----- | ----- | ----- | ----- |
| 491   | 535   | 534   | 623   | 760   | 739   | 844   |

График промене броја становника у току последњих година